# Plaskula
Plaskula – skała w Lesie Zabierzowskim w obrębie miejscowości Kleszczów w województwie małopolskim, w powiecie krakowskim, w gminie Zabierzów. Las ten znajduje się na Garbie Tenczyńskim będącym jednym z mezoregionów Wyżyny Krakowsko-Częstochowskiej.
Plaskula to zbudowana z wapienia skalistego skała o wysokości 16 m. Jest obiektem wspinaczki skalnej.
Tuż poniżej Plaskuli znajduje się druga, mniejsza skała wspinaczkowa – Plaskolec.

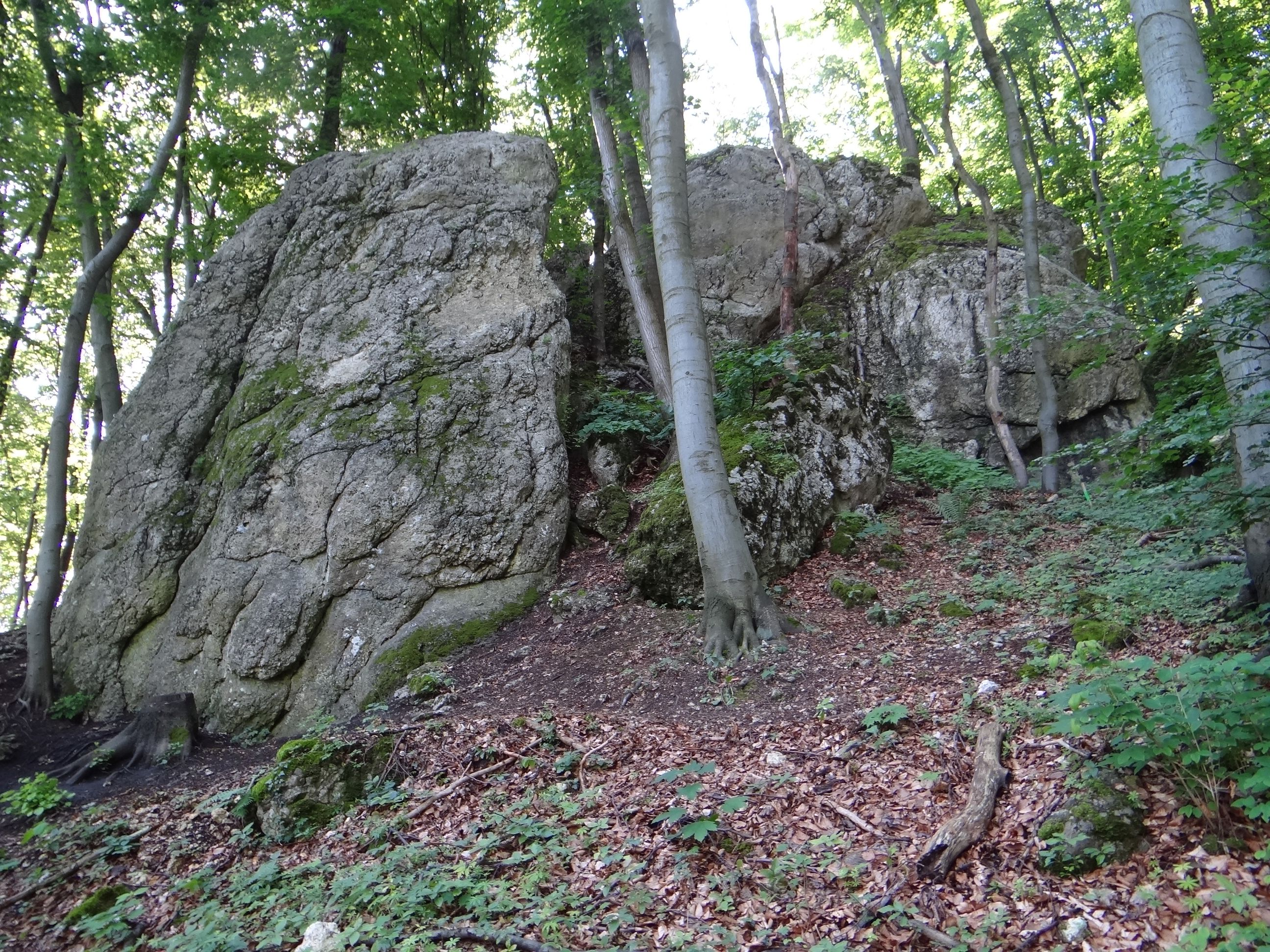
Plaskula i Plaskulec od południowego zachodu
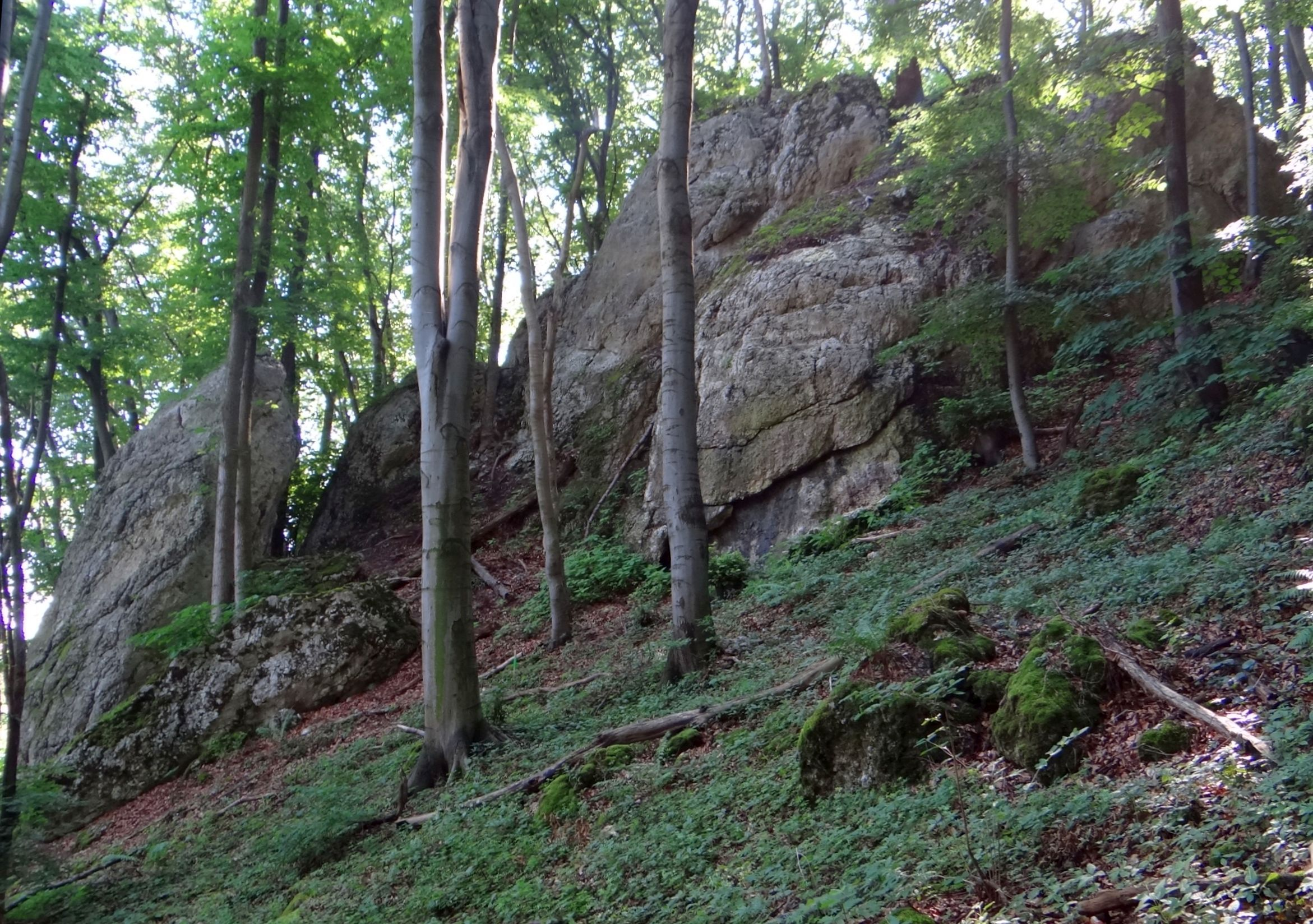
Plaskula i Plaskolec
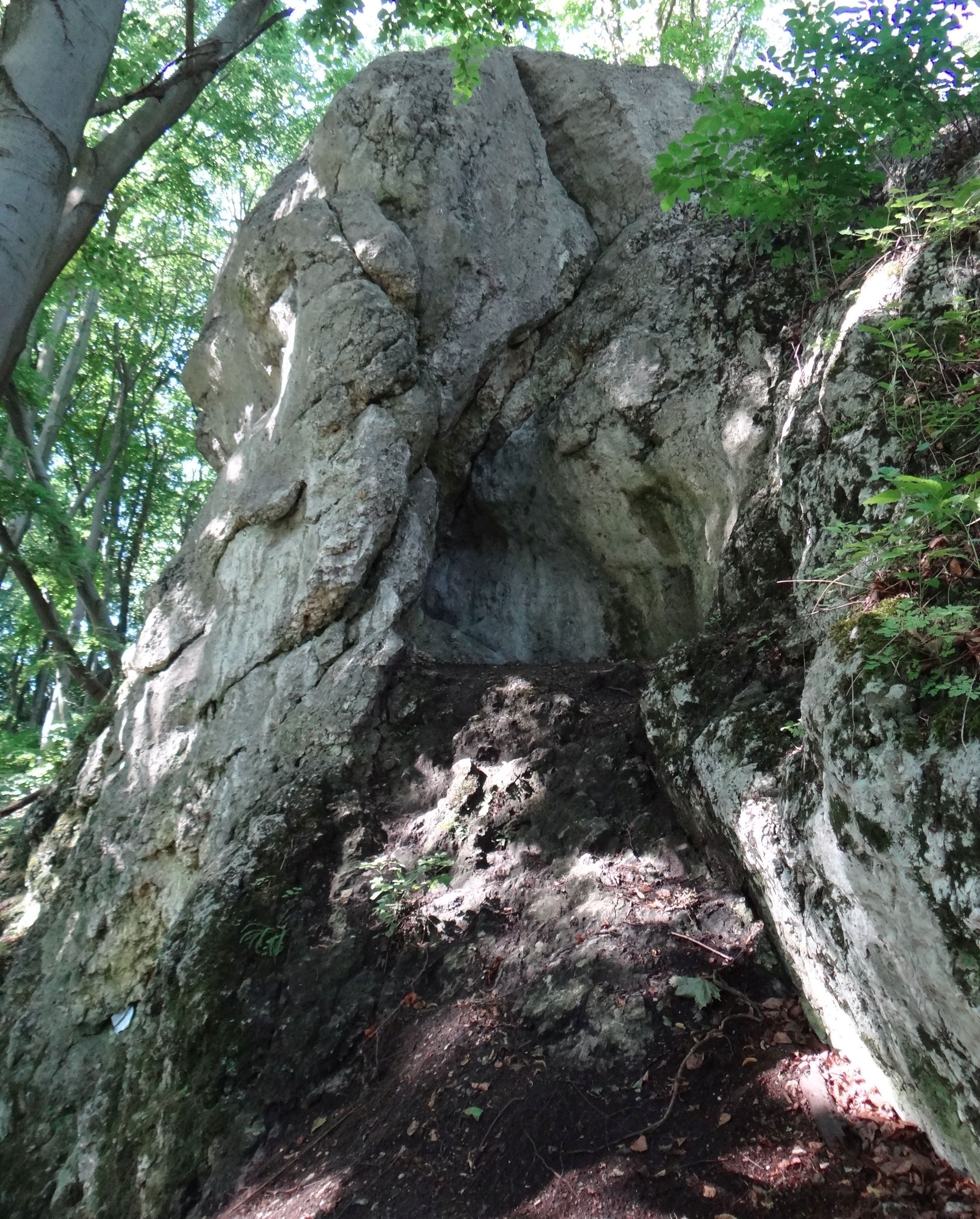
Górna część od wschodu
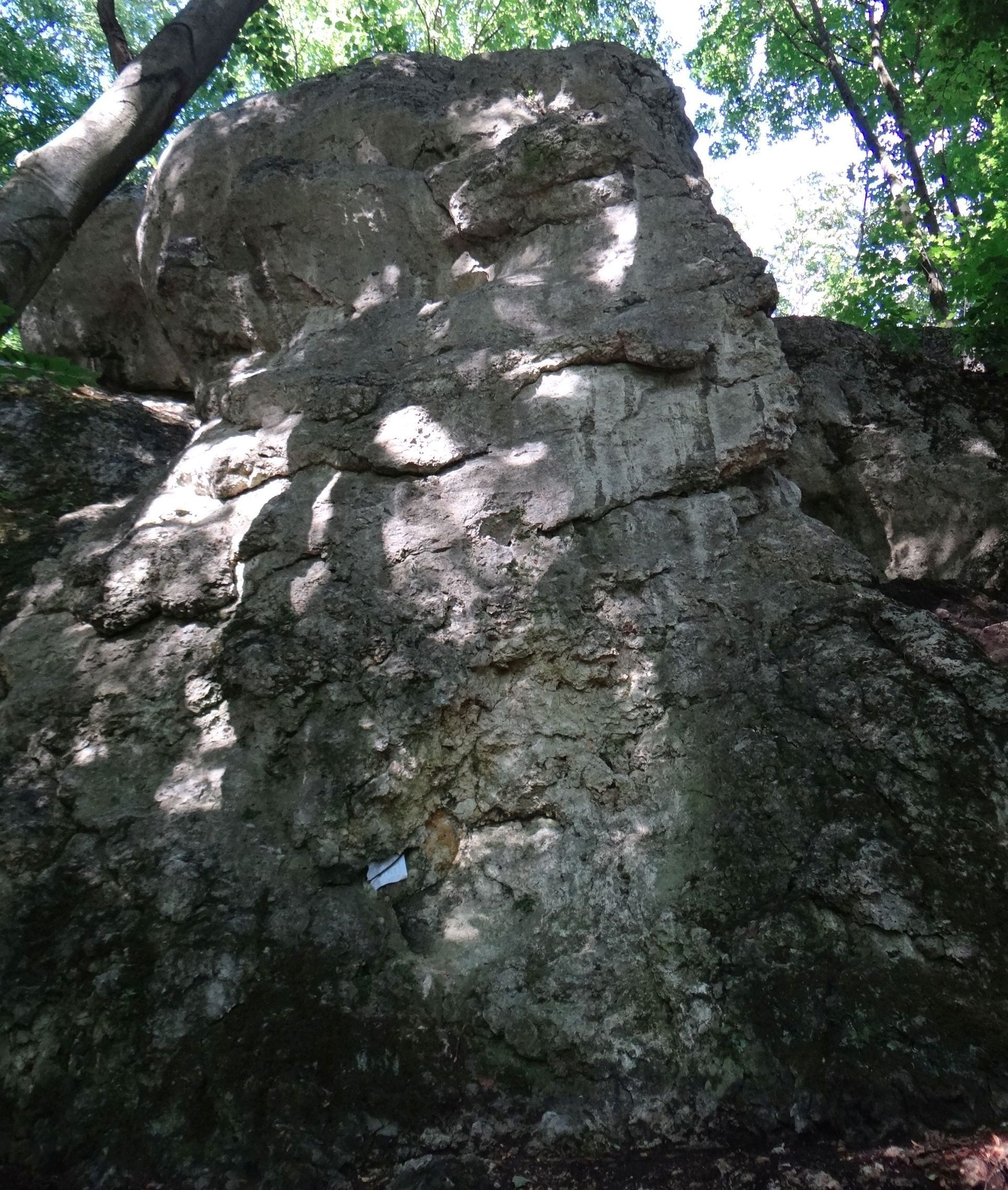
Ściana południowo-wschodnia
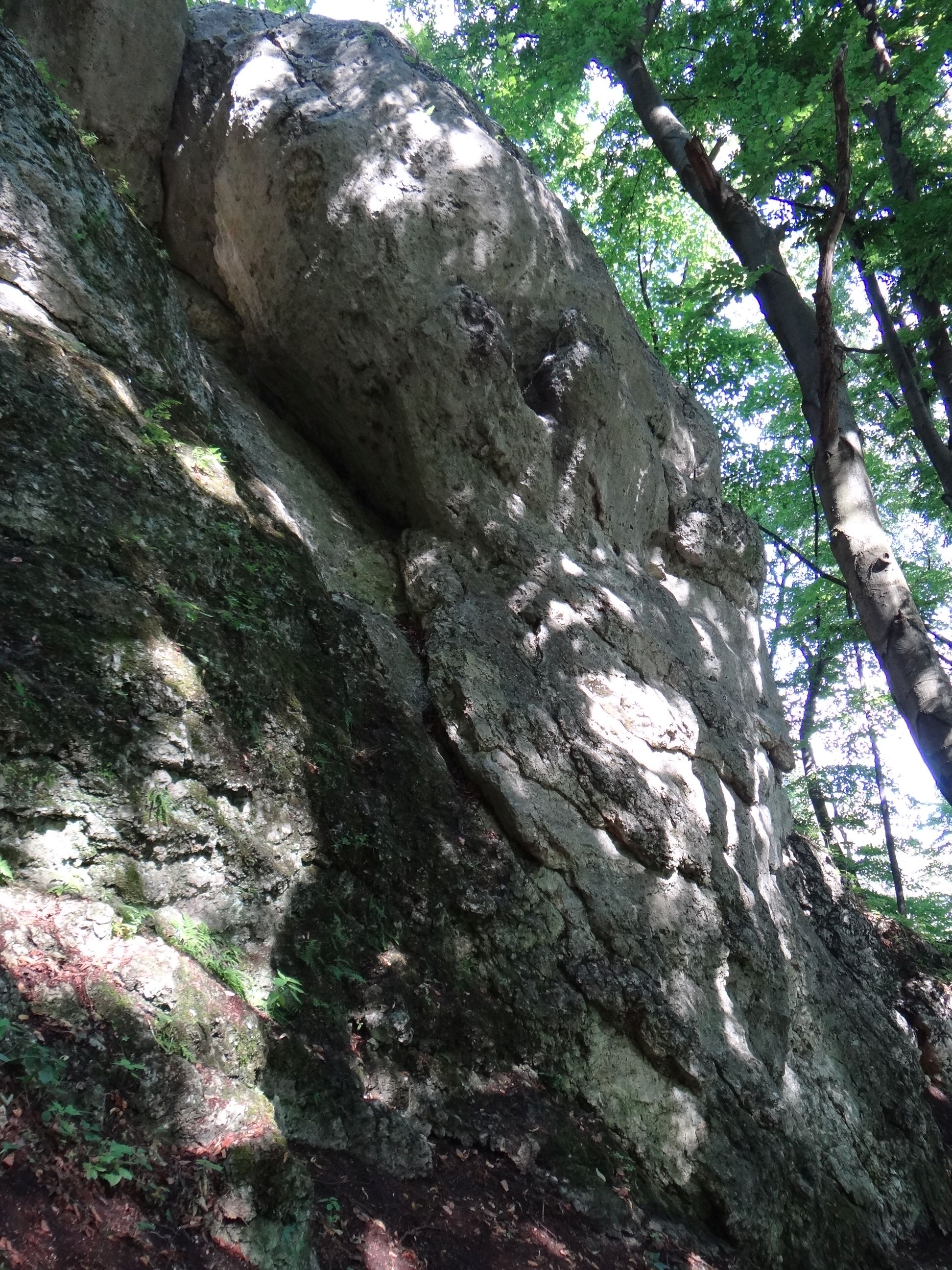
Dolna część od wschodu

## Drogi wspinaczkowe
Główna ściana wspinaczkowa ma wystawę południowo-wschodnią. Na skale jest 18 dróg wspinaczkowych o trudności od III do VI.1+ w skali Kurtyki. Większość dróg to drogi łatwe. Wszystkie mają asekurację: ringi (r) i stanowiska zjazdowe (st) lub ring zjazdowy (rz). Na dwóch drogach zjazd odbywa się z drzewa.

1. Maskotek; II-, 3r + st
2. Plaskotek; III-, 3r + st
3. Na wieki wieków moment; VI+, 4r
4. Dyskotek; II, 4r+ st
5. Maaagic moooment; VI.1+, 5r
6. Rampa mpam; II, 4r + st
7. Zacięcie Plaskuli; III, 4r + st
8. Lumpeninteligencja; VI+/VI.1, 5r + st
9. Lumpeninteligencja direct; VI+, 5r + st
10. Wypas kulturowy; VI, 4r + st
11. Papóła Nowa Linea; V+, 4r + st
12. Rocca nostra; V, 4r + 2rz
13. Doradztwo intymne; VI+, 4r + st
14. Filar Plaskuli; V-, 6r + st
15. Filarek Plaskuli; IV, 4r + st
16. Konsorcjum sztuki niebanalnej  IIV, 4r + st
17. Szachriota lepszego sortu  IVI+/1, 4r + st
18. Szachriota  IVI, 4r + st[3].